# Cyprinodon pisteri
Cyprinodon pisteri är en fiskart som beskrevs av Miller och Minckley 2002. Cyprinodon pisteri ingår i släktet Cyprinodon och familjen Cyprinodontidae. Inga underarter finns listade i Catalogue of Life.